# ARRA I

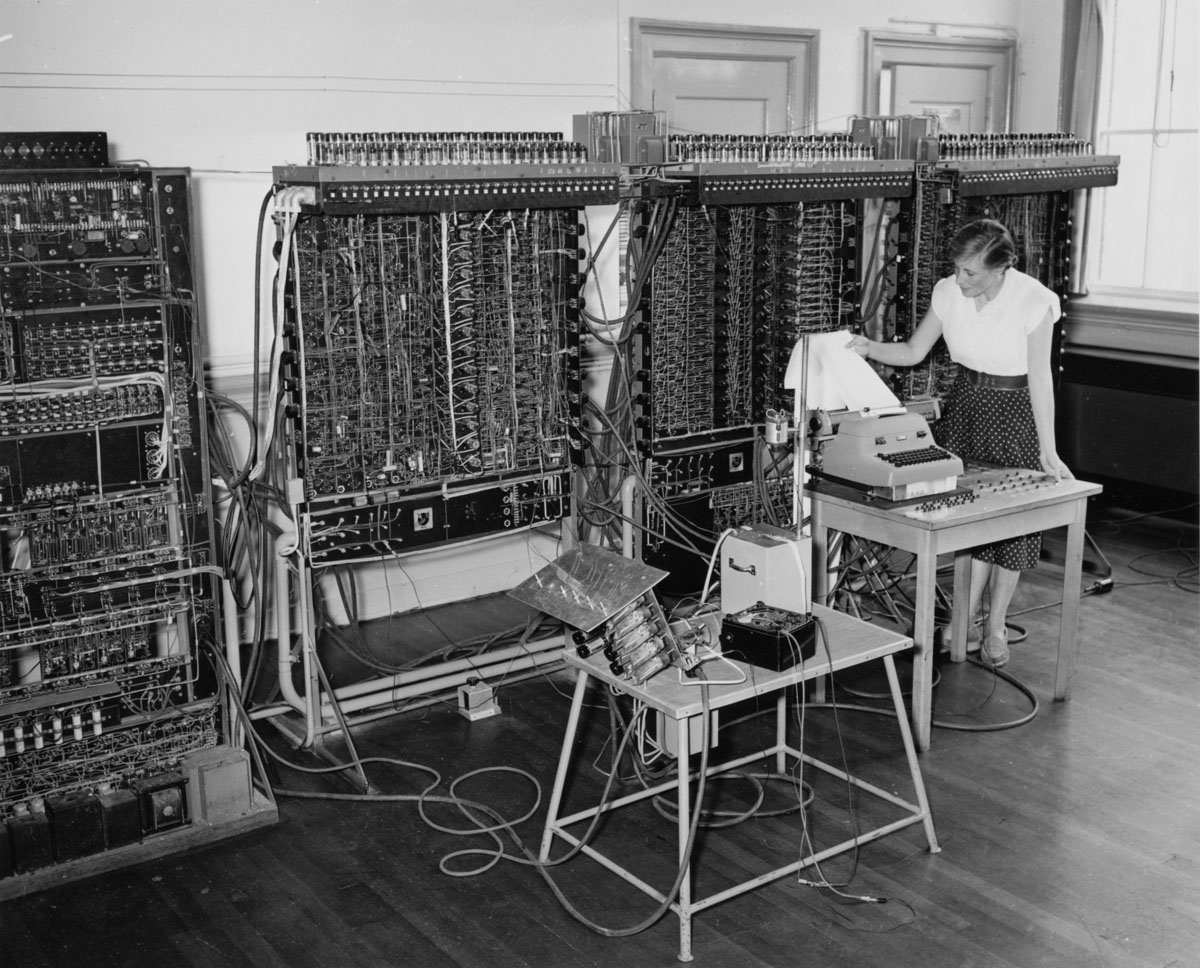
Automatische Relais Rekenmachine in het Mathematisch Centrum op 18-6-1952

De ARRA I was de allereerste in Nederland gebouwde computer. De afkorting ARRA staat voor Automatische Relais Rekenmachine Amsterdam. Computerpioniers Carel Scholten en Bram Loopstra waren betrokken bij het ontwerp.
De machine werd op 21 juni 1952 op het Mathematisch Centrum (het latere Centrum voor Wiskunde en Informatica) in Amsterdam in gebruik genomen. Bij de officiële ingebruikname waren de toenmalige burgemeester d'Ailly van de gemeente Amsterdam en minister F.J.Th. Rutten van Onderwijs, Kunsten en Wetenschappen aanwezig.
De ARRA I was geen succes. Bij de opening moest het apparaat een tabel met willekeurige getallen genereren, wat lukte, maar daarna gaf het de geest. De ARRA II was de opvolger van de ARRA I en was in feite een volledig nieuwe machine. Deze heeft wel met groot succes gedraaid en deed onder andere zogenaamde 'flutterberekeningen' voor Fokker en berekeningen voor het ontwerp van vliegtuigvleugels. 
De beroemde computerpionier Edsger Dijkstra was een van de allereerste programmeurs die met de ARRA I werkte. 